# Entorhinal cortex
Entorhinal cortex eller entorinala barken är en del av hjärnan som är lokaliserad till den mittersta ytan av tinningloben och en del av det limbiska systemet. Dess funktion är att förmedla information från neocortex till hippocampus och vice versa.
Entorinala cortex är ett område i hjärnans mediala temporallob som angränsar till hippocampus och med vilken den har både efferenta och afferenta kopplingar. Entorinala cortex har även kopplingar med en stor del av neocortex och bearbetar minne och spatial information aktivt. De två delområdena i entorinala barken benämns laterala entorinala cortex och mediala entorinala cortex. Gridceller är en av flera specialiserade neuron i entorinala cortex som bidrar till däggdjurs förmåga att navigera sig fram i tillvaron. Ett av de områden som drabbas värst vid Alzheimers sjukdom är entorinala cortex och redan tidigt i sjukdomsförloppet uppstår en markant degeneration av neuron.

## Anatomi

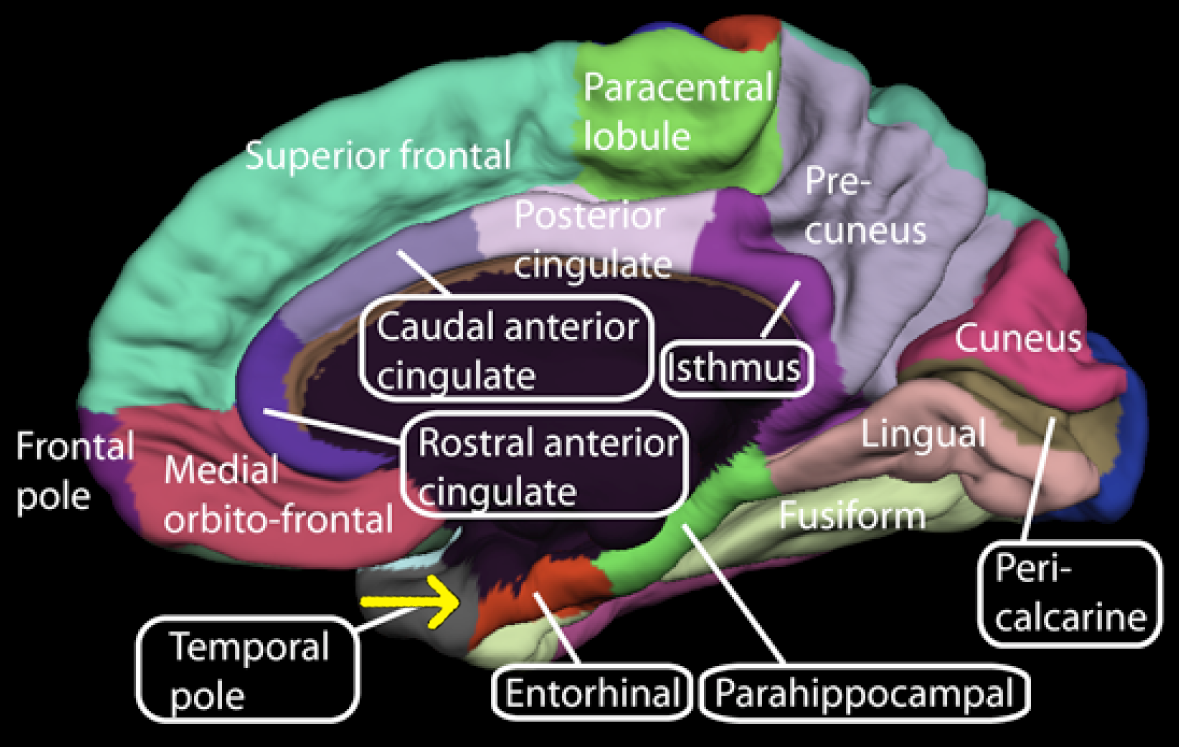
Entorinala barkens placering i mediala temporalloben

Entorinala barken är beläget i temporallobens mediala del och är område 28 i Brodmanns uppdelning av hjärnan. Det består av mediala entorinala cortex och laterala entorinala cortex och utöver denna uppdelning så delas även entorinala cortex in i laterala, mellanliggande och mediala banden. Dessa tre band har kopplingar till olika delar av gyrus dentatus i hippocampus och även om det inte är klarlagt exakt hur dessa kopplingar är avgränsade så finns det andra tydligare beskrivningar av kopplingar mellan entorinala cortex och hippocampus. Den primära afferenta banan till hippocampus är perforant pathway där neuron från lager två i entorinala barken projiceras till dentate gyrus och område CA3 i hippocampus, neuron från lager tre i entorinala cortex projiceras till område CA1 i hippocampus. En alternativ nervbana som benämns temporoammonic pathway går från lager tre i entorinala cortex till CA1 och subiculum i hippocampus. Det finns även banor som projicerar tillbaka till entorinala cortex djupare lager från subiculum och CA1 i hippocampus.
Entorinala cortex verkar fungera som en förbindelselänk mellan hippocampus och andra kortikala och subkortikala delar av hjärnan. Detta verkar också vara i form av en aktiv sortering och bearbetning av spatial och semantisk information. Det finns ingående banor i laterala entorinala cortex till exempel från piriforma hjärnbarken, insula, amygdala och luktsinnet. Vad gäller mediala entorinala cortex så verkar det komma förhållandevis fler (än vad gäller laterala entorinala barken) inkommande banor från occipitalloben, parietalloben, gördelvindlingen och dorsala thalamus. 
En faktor som påverkar hjärnans plasticitet är nervbanan från entorinala cortex till CA1 i hippocampus, eftersom dorsala hippocampus huvudsakliga efferenta flöde kommer från CA1. Det kan även finnas liknande kopplingar mellan mediala entorinala cortex och ventrala hippocampus. Även om det verkar som att laterala entorinala cortex i huvudsak sänder vidare icke spatial information och att mediala entorinala cortex är mer specialiserat på att sända vidare spatial information, så har de båda delarna av entorinala cortex interna förbindelser som blandar spatial och icke spatial information innan den skickas vidare till hippocampusformationen.

## Celler

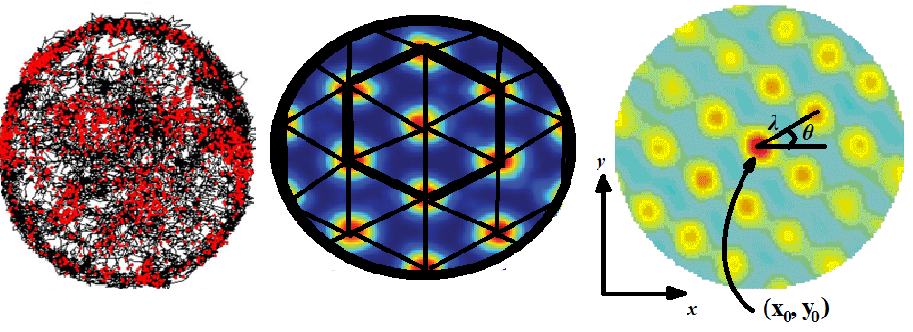
Gridcellers avfyrningsmönster

Upptäckten av gridceller gjordes 2005 av May-Britt Moser, Edvard Moser, Torkel Hafting, Marianne Fyhn och Sturla Molden och dessa celler hittades i dorsocaudala mediala entorinala barken. Gridceller (eller rutnätsceller) är neuron som fyrar av så att det formar triangulära eller hexagonala mönster i omgivningen som en individ rör sig inom. Detta är specifikt för entorinala cortex och skiljer sig till exempel från hur det ser ut i hippocampus (där platsceller fyrar av efter miljön på ett annat sätt men med hjälp av informationen från gridcellerna). Gridcellers hexagonala mönster sammanlänkar omgivningen genom att olika gridceller fyrar av (efter hexagonala mönster) vid olika platser i omgivningen. Gridceller verkar avfyra efter större avstånd i omgivningen ju mer centralt de ligger i dorsocaudala mediala entorinala barken. Gridcellerna behöver ingen visuell input för att kunna läsa av omgivningen. Rutnätsliknande celler har hittats i såväl råttor som i möss, fladdermöss och inte minst i människor. Eftersom de återfunnits hos så pass många olika arter kan de tänkas ha varit viktiga sedan långt tillbaka i däggdjurens historia. Rutnätsmönstren är påfallande lika mellan olika arter. Entorinala barken innehåller även head directionceller (huvudriktningsceller) som avfyrar efter individens huvudriktning. Border cells (gränsceller) läser av avstånd och gränser i omgivningen. Hastighetsceller finns i alla lager i entorinala barken, dessa är interneuron (så kallade fast spiking cells). Integreringen av head directionceller och hastighetsceller möjliggör rutnätsceller att avfyra vid specifika platser. Gridceller, head directionceller och borderceller projicerar från entorinala barken till hippocampus och informationen som förs över används av hippocampus platsceller för att läsa av en individs omgivning. 
Den laterala entorinala barkens neuron skickar mest signaler om objekt till hippocampus och är därmed mer semantisk (och inte spatial) än mediala entorinala barken. Laterala entorinala barken skickar även information om doft till hippocampus. Det verkar som att framplockningssignaler från dofter om platser lagras i hippocampus men verkar vara beroende av input från laterala entorinala barken för att kunna plockas fram.
Celler i mediala entorinala cortex är modulärt organiserade men man vet ej om dessa moduler representerar den spatiala miljön. Modulsystemet i mediala entorinala barken kan underlätta vid minneslagring.

## Forskning
Mycket av forskningen rörande entorinala barken är utförd genom djurstudier vilket innebär en problematik att dra slutsatser av människors hjärnor. Det är vanligt med studier på råttor och en anledning till det är att funktioner i entorinala barken verkar vara liknande mellan råttor och människor (trots stora skillnader i hur de respektive hjärnorna ser ut i övrigt). Ett annat problem är att laboratoriemiljöer ofta är begränsade vilket gör det svårt att förutsäga hur den spatiala förmågan hos den entorinala barken skulle fungera i en oändlig miljö.

## Skador och defekter
H.M. är ett av neuropsykologins mest kända fall och efter svåra epileptiska problem bestämdes att delar av hans mediala temporallob skulle opereras bort. Efter operationen blev epilepsin lindrigare men han drabbades dessvärre av allvarlig anterograd amnesi vilket innebar en total oförmåga för honom att lagra in nya episodiska minnen. I operationen togs bland annat entorinala cortex bort bilateralt vilket i stor utsträckning tros ha bidragit till amnesin. Detta har jämförts med lesionsstudier på apor där denna teori har styrkts.

### Entorinala cortex och Alzheimers sjukdom
Vid Alzheimers sjukdom uppges det vara en av de strukturer som lider de allra svåraste skadorna. Man har sett omfattande degeneration av neuron i entorinala barkens kortikala lager två hos personer i tidiga steg av Alzheimers sjukdom. Det kan vara i storleksordningen av 50 procent av cellerna och denna celldegeneration ses inte hos normalt åldrade personer. Det verkar vara viktigt att gå in och titta på specifika lager och inte förlita sig på den totalt minskade volymen av entorinala barken då skadorna kan vara starkt kopplade till specifika lager. Strukturell MRI är därmed en lämplig avbildningsmetod som kan användas för att undersöka tidiga stadier av Alzheimers sjukdom. Med strukturell MRI bedöms vidden av atrofi i de specifika cellager som kan vara drabbade, vilket gör det lättare att avgöra om det handlar om Alzheimers sjukdom eller försämrat minne på grund av åldrande. 
Även diffusionstensoravbildning kan vara en lämplig metod att använda då den mäter nervbanor mellan olika hjärnstrukturer. Diffusionstensoravbildning utnyttjar vattenmolekylers egenskap att röra sig längs nervfibrers riktning till skillnad från mer slumpmässig molekulär rörelse i ventriklar och cellkroppar. Perforant pathway innehåller neuron från entorinala kortikala lager två och degeneration av neuron där kan vara kopplat till tidiga stadier av Alzheimer, med diffusionstensoravbildning kan en sådan degeneration upptäckas. 

## Nobelpris
Makarna May-Britt och Edvard Mosers upptäckt av gridcellerna resulterade 2014 i att de, tillsammans med John O˙Keefe, tilldelades Nobelpriset i fysiologi eller medicin.